# Hugh Welchman
Hugh Welchman est un réalisateur et producteur britannique, né en 1975.

## Biographie

### Vie privée
Elle est mariée avec sa collaboratrice artistique Dorota Kobiela.

## Filmographie

### Comme réalisateur
- 2017 : La Passion Van Gogh avec Dorota Kobiela[2],[3]
- 2023 : La Jeune Fille et les Paysans avec DK Welchman

### Comme producteur
- 2001 : Crow Stone - court métrage
- 2002 : The Most Beautiful Man in the World - court métrage
- 2003 : And the Red Man Went Green - court métrage
- 2005 : The Clap - court métrage
- 2006 : Pierre et le Loup - court métrage
- 2006 : Slipp Jimmy fri
- 2008 : The Last Thakur - court métrage
- 2010 : Hamster Heaven - court métrage
- 2010 : Isan Poika - court métrage
- 2010 : Zbigniev's Cupboard - court métrage
- 2011 : Fantasia of Duo Suo - court métrage
- 2011 : Scarecrow - court métrage
- 2011 : Lexdysia - court métrage
- 2011 : Night Island - court métrage
- 2011 : Little Postman - court métrage
- 2011 : Chopin's Drawings - court métrage
- 2011 : Le piano magique - court métrage
- 2011 : Chopin to Infinity - court métrage
- 2011 : Pl.ink! - court métrage
- 2011 : The Flying Machine - court métrage
- 2011 : Fat Hamster - court métrage
- 2011 : Skrzaty Fortepianu - court métrage
- 2017 : La Passion Van Gogh

## Distinctions
- Oscar du meilleur court métrage d'animation en 2008 pour Pierre et le Loup avec Suzie Templeton.
- Meilleur film d'animation au Festival de Shanghai en 2017 pour La Passion Van Gogh avec Dorota Kobiela.